# إليونورا غونزاغا (1630-1686)
إليونورا غونزاغا (18 نوفمبر 1630 - 6 ديسمبر 1686) كانت الإمبراطورة الرومانية المقدسة باعتبارها زوجة الإمبراطور فرديناند الثالث.

## روابط خارجية
- إليونورا غونزاغا السيرة الذاتية